# Ellen Pompeo
Ellen Kathleen Pompeo (sinh ngày 10 tháng 11 năm 1969) là một diễn viên, đạo diễn và nhà sản xuất phim người Mỹ.